# Kanton Doué-la-Fontaine
Kanton Doué-la-Fontaine (fr. Canton de Doué-la-Fontaine) je francouzský kanton v departementu Maine-et-Loire v regionu Pays de la Loire. Tvoří ho 12 obcí.

## Obce kantonu
- Brigné
- Concourson-sur-Layon
- Dénezé-sous-Doué
- Doué-la-Fontaine
- Forges
- Louresse-Rochemenier
- Martigné-Briand
- Meigné
- Montfort
- Saint-Georges-sur-Layon
- Les Ulmes
- Les Verchers-sur-Layon